# Radio Triquency
Radio Triquency est une radio associative étudiante allemande de Lemgo. Elle est une association d'élèves de l'université des sciences appliquées d'Ostwestfalen-Lippe et de l'académie de musique de Detmold. Elle émet sur les villes de Detmold, Lemgo et Höxter.

## Histoire
L'association "Triquency e. V. " est fondée le 25 septembre 2002. Se déroule d'abord une émission de radio lors de la journée portes ouvertes à l'université de Lemgo, à l'occasion de la célébration de son 30e anniversaire. L'expérience suscite tellement d'enthousiasme que l'association est créée. L'initiative vient d'un groupe d'étudiants autour de Bernhard Hensel, supervisé par Jochem Berlemann, soutenu par la direction de l'université.
Le processus de planification commence : nature de la radio, public cible, distribution, etc. En attendant que les trois fréquences d'émission — 96,1 MHz à Lemgo, 95,9 MHz à Detmold et 99,4 MHz à Höxter — soient accordées, des émissions de radio sont produites et distribuées via une autre station de radio dans l'arrondissement de Lippe. Lorsque les permis sont reçus, le 22 avril 2005, la diffusion commence.
En 2007, une fête d'anniversaire bisannuelle est célébrée en collaboration avec le conseil étudiant du département de production et d'économie. Radio Triquency invite le groupe Team Blender de Berlin. Durant l'anniversaire, les émissions sont en direct et le groupe joue lui aussi en direct à la radio.
En janvier 2008, le premier concert radiophonique public a lieu dans la chaufferie de Lemgo, avec en tête d'affiche le groupe Anajo. Le 15 mai 2008, un autre concert de radio a lieu à Lemgo. À l'occasion du troisième anniversaire de la radio, trois groupes jouent ; le plus connu est le Karpatenhund, de Cologne.

### Source de la traduction
- (de) Cet article est partiellement ou en totalité issu de l’article de Wikipédia en allemand intitulé « Radio Triquency » (voir la liste des auteurs).